# Wilk algonkiński
Wilk algonkiński, wilk wschodni (Canis lycaon) – gatunek drapieżnego ssaka z rodziny psowatych (Canidae), średniej wielkości, smukły, o długich nogach i szerokich uszach, barwa sierści najczęściej blado-szara czasami z domieszką czerwonawą oraz z ciemnym nalotem na grzbiecie. Dawniej najszerzej rozpowszechniony gatunek w tej części świata, obecnie coraz rzadszy. Pierwszy opisany z wilków na terenie Ameryki Północnej. Zamieszkuje południowo-wschodnie tereny Kanady i północno-wschodnie USA (oprócz Minnesoty).